# Richard Duschek
Richard Duschek (* 29. Mai 1884 in Neugarten; † 16. Mai 1959 in Besigheim) war ein deutscher Maler und Illustrator.

## Leben
Duschek wurde als Sohn des Wenzel Duschek und der Marie Duschek, geb. Bergmann geboren. Die Kindheit und Jugend verbrachte er in Haida/Nový Bor, dort wohnte er bei einem Großonkel, besuchte die Mittelschule und absolvierte eine Lehre als Glasmaler. Nach dem Tod des Großonkels zog er 1900 nach Berlin, zu seiner Mutter. 1907 nahm er das Studium an der Königlichen Akademischen Hochschule für die Bildenden Künste in Charlottenburg auf. Die Studien führte er mit Unterbrechungen bis 1914 in unterschiedlichen Klassen fort. 1909 war die Heirat mit Ella Neumann und 1910 die Geburt des Sohnes Werther. 1921 wurde seine erste Ehe geschieden, im gleichen Jahr heiratete er Olga Kullen – eine ausgebildete Lehrerin, die als Journalistin und später als Chronistin der Kleinstadt Besigheim tätig war – die er 1915 anlässlich einer Malreise mit Kallmorgen in Besigheim kennengelernt hatte. 1924 wurde die Tochter Susanne geboren. Die Familie lebte in Berlin-Charlottenburg.
Seine Lehrer waren die Professoren Ernst Hancke (1834–1914), Maximilian Schäfer, Paul Vorgang, Friedrich Kallmorgen. Duschek unterhielt ein Atelier an der Akademie der Künste. Dort war er 1924 Meisterschüler in der Meisterklasse für Landschaftsmalerei von Professor Ulrich Hübner. Im gleichen Jahr wurde Duschek Mitglied im Verein Berliner Künstler und blieb dies bis zu seinem Tod. In den folgenden Jahren konnte er regelmäßig bei der Großen Berliner Kunstausstellung ausstellen. Er reiste und arbeitete auch als Pressezeichner. 
In der Zeit des Nationalsozialismus war Duschek Mitglied der Reichskammer der bildenden Künste. Für diese Zeit ist seine Teilnahme an 18 Ausstellungen sicher belegt, darunter 1939, 1940 und 1943 die Große Deutsche Kunstausstellung in München. Er erhielt Aufträge für Wandbilder in Kasernen. 1943 wurde er in Krakau mit dem Veit-Stoß-Preis für das Aquarell Tuchhallen in Krakau ausgezeichnet.
Nachdem durch Bombardierung seine Wohnung in der Guerickestraße 2 und das Atelier in Berlin zerstört wurden und der größte Teil seines künstlerischen Werkes verloren gegangen war, siedelte die Familie 1943 zur Schwiegermutter von Duschek nach Besigheim um. In der Nachkriegszeit war Duschek ein aktives Mitglied im Kulturkreis der Kleinstadt, die eine Reihe an Werken von ihm aufkaufte.
Die Kleinstadt Besigheim widmete Duschek postum eine Straße, die Richard-Duschek-Straße, in der Kernstadt gelegen. Im Jahr 2009, anlässlich seines 50. Todestages, wurde aus der Mitte der Bürgerschaft heraus eine Gedächtnisausstellung im Besigheimer Steinhaus, Teil der Oberen Burg, organisiert. Mit 133 Bildern und Zeichnungen wurde eine umfassende Retrospektive über das Werk von Duschek geboten.
Duschek gehört zu der Gruppe bekannt gewordener Maler, die mit ihren Bildern den Ruf von Besigheim in der Zeit des ausgehenden 19. und beginnenden 20. Jahrhundert als motivbietende Malerstadt begründet haben.
Beigesetzt wurde Richard Duschek im Mai 1959 auf dem Alten Friedhof, seit 1975 eine öffentliche Parkanlage am südlichen Rand der mittelalterlichen Stadtanlage von Besigheim.